# بيوح (نجرة)

تعديل مصدري - تعديل

بيوح هي إحدى قرى عزلة قدم بمديرية نجرة التابعة لمحافظة حجة، بلغ تعداد سكانها 596 نسمة حسب تعداد اليمن لعام 2004.